# Hernandia catalpifolia
Hernandia catalpifolia är en tvåhjärtbladig växtart som beskrevs av Britton & Harris. Hernandia catalpifolia ingår i släktet Hernandia och familjen Hernandiaceae. Inga underarter finns listade i Catalogue of Life.